# Navă port-barje

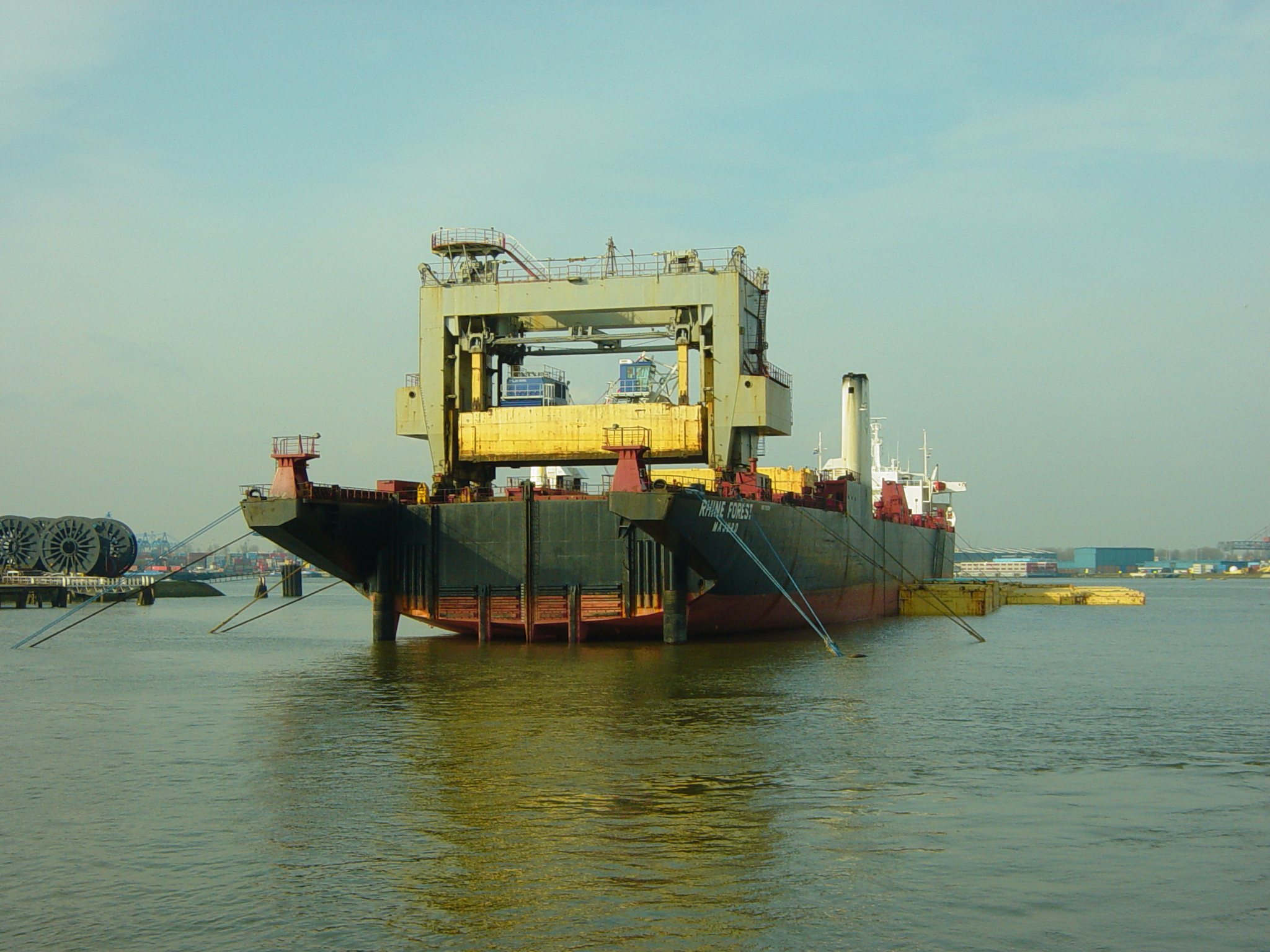
Navă port-barje de tip LASH

Nava port-barje este o navă specializată pentru transportul barjelor, uneori și al containerelor.
Acest tip de nave comerciale oferă o economie de timp la staționare în rada portului de circa 70%.
Prima navă port-barje construită a fost nava Arcadia Forest, care în anul 1969 a lansat în portul Roterdam un lot de barje fluviale încărcate la New Orleans, S.U.A. pentru industriile chimice din zona fluviului Rin.
La sfârșitul anilor 1980, Uniunea Sovietică a construit o navă port-barje cu propulsie nucleară, Sevmorput, care este singura navă de acest tip încă în serviciu.
Caracteristicile generale ale navelor port-barje sunt: deplasamente de până la 48 000 tdw, lungime de 250...280 m, lățime de 10...12 m, viteza de 18...24 Nd, capacitate de 90 barje sau 1900 containere.
Ridicarea și lansarea barjelor pe apă se realizează cu ajutorul unor instalații puternice, de 500-1000 tf montate pe navă. 

## Tipuri de nave port-barje
În funcție de organizarea instalațiilor de ridicare/lansare, se pot deosebi mai multe tipuri de nave port-barje.
- nave tip LASH (Light Aboard Ship)  – instalațiile de ridicare/lansare sunt așezate la pupa, pe două console puternice aflate la nivelul punții superioare , între care se trec barjele în sens transversal
- nave tip EBCS – barjele sunt introduse în stare de plutire într-un tunel aflat în mijlocul navei
- nave tip Sea Bee – asemănătoarae cu tipul LASH, însă barjele sunt ridicate la nivelul punții de depozitare
- nave tip BACAT (Barge-Catamaran)– care au pupa construită în sistem catamaran; barjele sunt introduse în tunelul de la pupa dintre cele două coci.